# Unije (otok)
Unije su otok u Jadranskom moru, na hrvatskom dijelu Jadrana. Otok Unije je površine 16,77 km² i razvedenom 36,6 km dugom obalom.
Okolo otoka se nalazi i nekoliko manjih otočića,  otočić i greben Samunćel (sjeverozapadno), otočić i pličina Mišnjak (istočno), greben Zasmokve i jedan otočić, Školjić, a južno od otoka se nalaze pličina Arbit. (tik uz najužniju točku), i pličina pod Polcem.
Sjeverno od Unija se nalazi otok Zeča, sjeveroistočno i istočno su otoci Cres i, preko Unijskog kanala, Lošinj, a južno se nalazi otok Susak. Na zapadu je otvoreno more. Pučinska je obala strma. Prema jugozapadu, preko prolaza Velog Žapla, se nalaze Vele Srakane.
Rubne točke otoka su rtovi Vnetak, Arbit, Vele stine, Lokunji i Maračol. Najviša točka otoka je vrh Kalk (138 m). Na otoku je plodno polje s izvorom pitke vode. Pretpostavlja se da je to polje otoku dalo ime. Grčka riječ heneios i latinska nia znače "polje" ili "u polje".
Jedino naselje, Unije, leže na zapadnoj obali otoka. Stanovništvo se bavi turizmom (čisto more i veliki broj plaža), maslinarstvom, ovčarstvom.

## Biljni pokrov
Na otoku su od biljnih zajednica, makija i nasadi od oko 20 000 stabala maslina.

## Povijest
Unije su bile naseljene i prije Starog vijeka, što sugerira naziv "Gradina" za lokacije Arbit i Malendarska na krajnjem sjevernom i na krajnjem jugoistočnom kraku otoka, što je inače naziv za stare ilirske utvrde u našim krajevima.
Na južnom dijelu otoka se nalazi i Villa Rustica. U doba Rimskog Carstva Unije su veliki maslinik. Iz tog vremena u Polju postoje tragovi zdenaca i ladanjskih kuća, a na sjevernom dijelu otoka i ostaci rimskog puta (Rimska kuća). Hrvati se naseljavaju u 7. stoljeću. Otok je pod vlašću hrvatskih vladara do 1102. godine, kada Unije, zajedno s ostalim dijelovima Hrvatske, dolaze pod vlast Ugarske, od 1867. do 1918. prelaze pod vlast Austro-Ugarske (Austro-Ugarskom nagodbom), a nakon toga Hrvatski Sabor donosi odluku o izdvajanju hrvatskih krajeva iz Austro-Ugarske i udruživanju u Državu SHS.
Godine 1920. Unije i susjedni otoci pripojeni su Italiji (Rapallskim ugovorom).
Dvadesetih godina dvadesetog stoljeća Unije bilježe demografski i gospodarski razvoj, tako da 1921. na otoku živi čak 783 stanovnika. U to vrijeme postajala su i 2 mlina za masline i jedna mala tvornica za preradu ribe.
Krajem dvadesetih godina velike gospodarska kriza uzrokuje iseljavanje ljudi s otoka, ponajprije u SAD.
Godine 1943. Unije se oslobađaju talijanske vlasti i priključuju se matici Hrvatskoj, a u njenom sklopu i FNR Jugoslaviji.
Lošinjsko poduzeće "Jadranka" 1978. na otoku započinje s poljoprivredom i stočarstvom. To rezultira dolaskom novih stanovnika, te ekonomskim napretkom. Jedan od najvažnijih datuma u novijoj povijesti Unija je 7. listopada 1979., kada je na otok stigla struja. Tih godina i škola je započela s radom, a uz postojeća tri (pošta, trgovina i električna centrala) otvaraju se i nova radna mjesta.
Finska tvrtka "Pekka Salminene Architects" osnovala je 1987. Unije Workshop (od 1992. Unije Workshop International), međunarodni centar za arhitekturu koji organizira međunarodne seminare, izložbe, te radne grupe i tečajeve za studente i profesionalce. Godine 1997.  organizacija je kupila suvremenu centrifugalnu prešu za masline i tako omogućila obnovu tradicije proizvodnje maslinovog ulja na otoku.

## Promet
Za otok prometuje svakodnevno lokalna brodska veza iz Malog Lošinja, te katamaran iz Rijeke prema Malom Lošinju (pon, sri, pet, sub i ned) i katamaran Pula-Zadar (pon, pet i sub). Na otoku se (od 1996.) nalazi i mala zračna luka. Nema automobila.

## Stanovništvo
Prema popisu iz 2021. na otoku je stalno naseljeno 66 ljudi. Većinsko i autohtono otočko stanovništvo su Hrvati. Govore čakavskim narječjem hrvatskog jezika.

## Vanjske poveznice
- http://www.otok-unije.com
- Povijest i obiteljske genealogije otoka Unije, Hrvatska